# 梯形蔡伯介
梯形蔡伯介（学名：Triebelina rectangulata）为土菱介科蔡伯介屬下的一个种。分布嘉義縣中埔鄉石硦村石硦橋澐水溪層（上新世）及嘉義縣中埔鄉五虎寮六重溪層（上新世）。